# Ezio Pascutti
Ezio Pascutti (Mortegliano, 1937. június 1. – Bologna, 2017. január 4.) olasz labdarúgó, csatár, edző. A teljes szakmai pályafutása a Bologna FC-hez kapcsolódik, ahol 296 mérkőzésen 130 gólt szerzett.

## Pályafutása

### Klubcsapatban
Pályafutását 1955-ben kezdte a Bologna FC csapatában, amelyhez egész szakmai pályafutása alatt hű maradt. 336 hivatalos mérkőzésén 142 gólt lőtt összesen. 1956. január 1-én debütált a Vicenza Calcio ellen. Az 1958–59-es szezonban 17 mérkőzésen vett részt. 1961-ben tagja volt a Közép-európai kupa győztes csapatnak. Az 1963–64-es szezonban bajnokságot nyert a Bolognával, amikor Fulvio Bernardini volt a csapat edzője. Az 1968–69-es szezont követően fejezte be  az aktív labdarúgást.

### A válogatottban
1958. november 9-én debütált első alkalommal Franciaország ellen a felnőtt csapatban, melynek eredménye 2–2-es döntetlen lett. A következő három évben (1958-1961) nem vették figyelembe, így nem játszott csapat tagjaként. Az olasz válogatott tagjaként részt vett az 1962-es és az 1966-os labdarúgó-világbajnokságon. 1967. június 25-én az 1968-as labdarúgó Eb-selejtezőjén Románia ellen lépett pályára utoljára.

## Sikerei, díjai
- Közép-európai kupa: 1961
- Olasz bajnokság: 1963–64

## Fordítás
- Ez a szócikk részben vagy egészben  az   Ezio Pascutti című német Wikipédia-szócikk ezen változatának fordításán alapul.  Az eredeti cikk szerkesztőit annak laptörténete sorolja fel. Ez a jelzés csupán a megfogalmazás eredetét és a szerzői jogokat jelzi, nem szolgál a cikkben szereplő információk forrásmegjelöléseként.